# لي جون (لاعب كرة قدم)
لي جون (الكورية: 이준) هو لاعب كرة قدم كوري جنوبي، ولد في 14 يوليو 1997.